# Lizard Point (Cornwall)

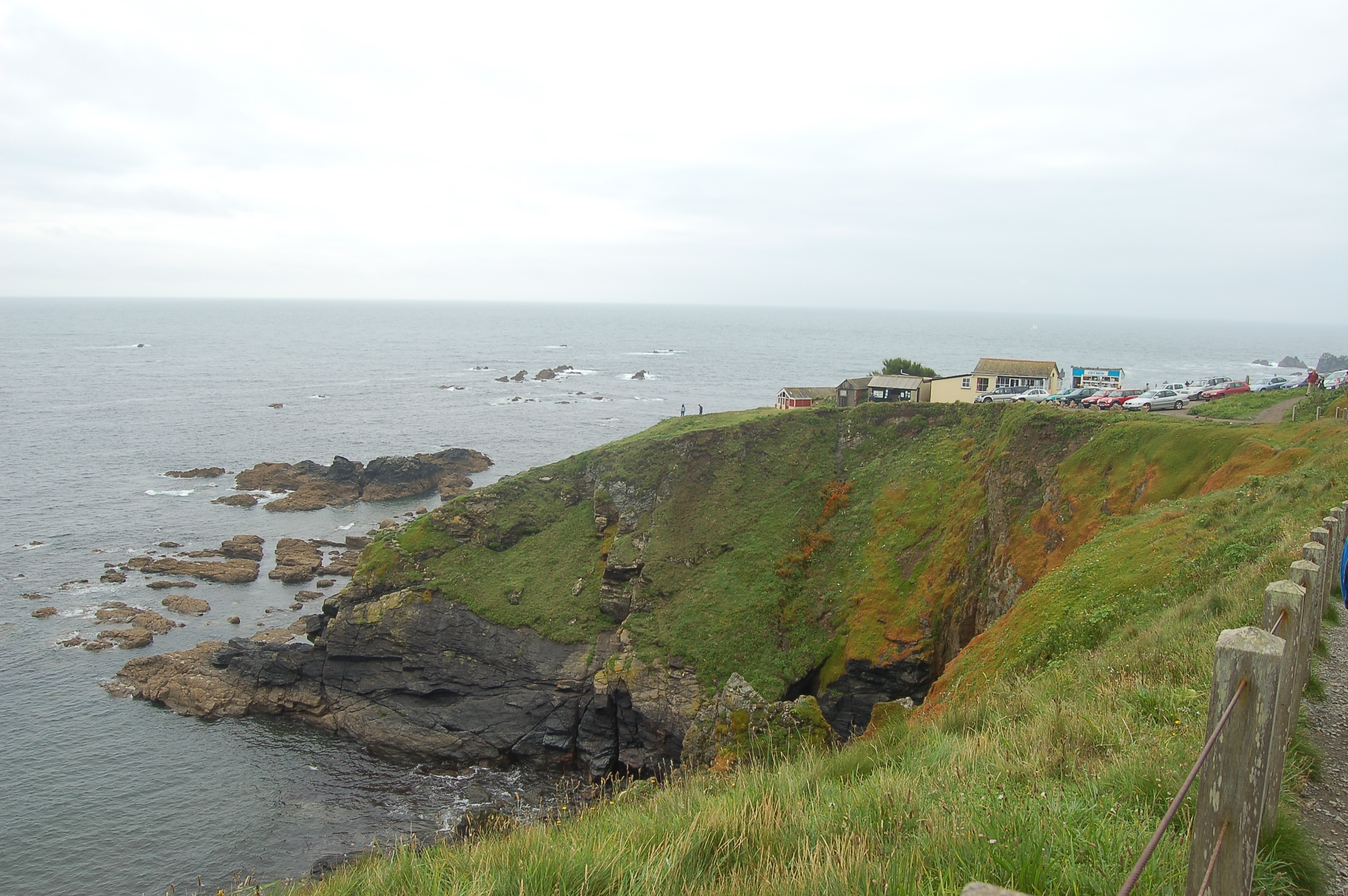
Lizard Point, Cornwall mit den vorgelagerten Felsen Velan Drang, Taylor’s Rock, Snag Rock und Man O’War

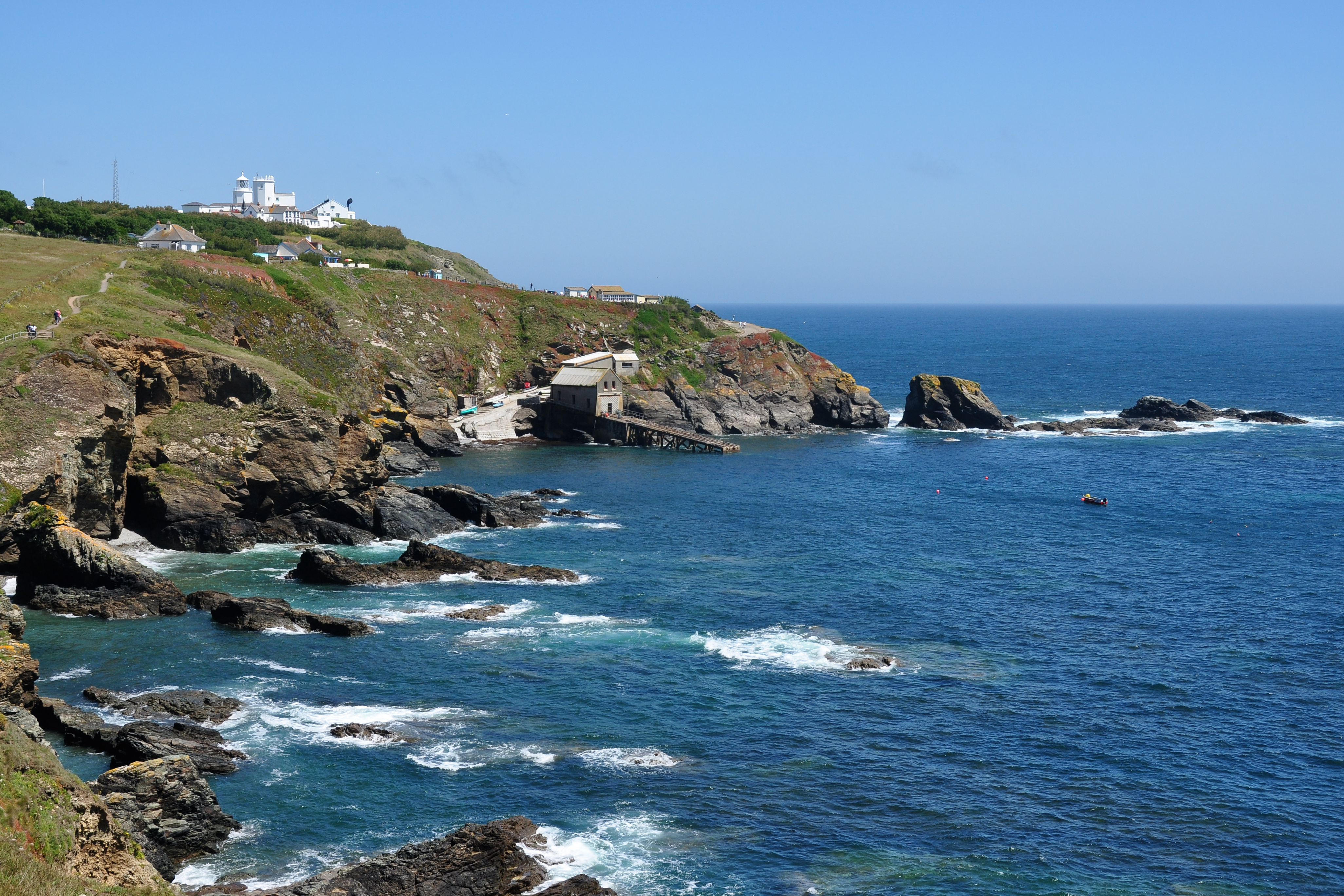
Lizard Point von Westen, unten die Station der Royal National Lifeboat Institution

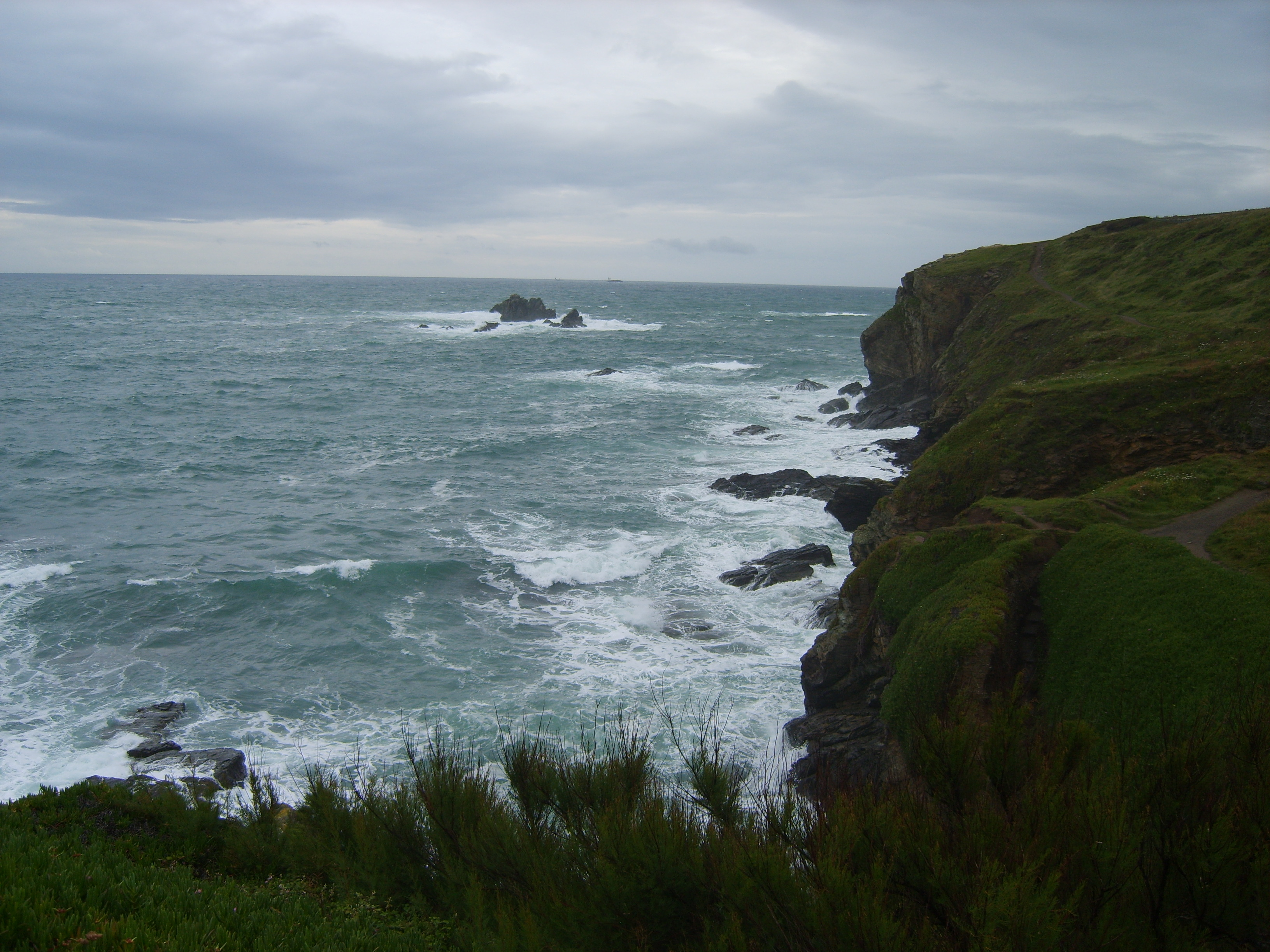
Küste vor Lizard Point

Lizard Point in Cornwall ist der südlichste Punkt der Lizard-Halbinsel und gleichzeitig der südlichste Punkt Englands auf der Hauptinsel Großbritanniens. Sein nördliches Gegenstück ist Dunnet Head in Schottland.
Lizard Point markiert die nördliche Einfahrt in den Ärmelkanal. Er liegt etwa 4,6 km südlich des 50. Breitengrads; dies entspricht der geographischen Breite von Mainz oder des nordfranzösischen Amiens. Selbst Land’s End, das fälschlicherweise oft als der südlichste Punkt Englands angesehen wird, liegt nördlich des 50. Breitengrades.

## Geologie
Die Spitze ist das am besten erhaltene Beispiel für eine exponierte ozeanische Kruste in Großbritannien. Der Felsen der Spitze besteht weiterhin aus Serpentinit und metamorphen Gestein. Geologische Rundtouren, in denen die besondere geologische Situation erklärt wird, werden vor Ort angeboten. Der Spitze vorgelagert sind noch einige Felsen, die Velan Drang, Taylor’s Rock, Snag Rock und Man O’War genannt werden. 

## Umgebung
Direkt auf der Spitze befinden sich einige Häuser, der eigentliche Ort The Lizard befindet sich etwa einen Kilometer nördlich. Unterhalb der Häuser an der Spitze befindet sich die stillgelegte Station der Royal National Lifeboat Institution. Nordwestlich steht die St Winwaloe’s Church aus dem 15. Jh. Etwas östlich der Spitze erheben sich die beiden Leuchttürme Lizard Lighthouse, von denen nur noch einer in Betrieb ist. Daneben befindet sich das in viktorianischer Zeit gebaute Hotel, das vom National Trust verwaltet wird, um es vor dem Verfall zu schützen. Es wird heute als Jugendherberge genutzt (YHA Lizard Youth Hostel). Ebenso wie das Hotel befindet sich auch Lizard Point im Besitz des National Trust und steht damit seit 1987 unter dessen Schutz.
Im Sommer kommen pro Tag bis zu 2500 Besucher an den Lizard Point. Um die Landschaft zu schützen, und den Durchgangsverkehr vom Besucherverkehr zu trennen, hat der National Trust Wege und Parkplätze angelegt. Zur Verschönerung der Landschaft wurden oberirdisch verlegte Strom- und Telefonkabel in den Boden verlegt und 51 Telegrafenmasten entfernt.
Nördlich des Lizard Point befindet sich mit der mittelalterlichen Kirche St. Wynwallow das südlichste Kirchengebäude auf dem britischen Festland. Eine weithin sichtbare Landmarke ist nördlich davon freistehend inmitten der Felder die Kirche St Grada and Holy Cross.

## Flora
Erhaltungswürdig ist neben der Landschaft auch die noch ursprünglich erhaltene Pflanzenwelt an der Spitze. Über 600 Arten von Wildblumen sind hier beschrieben, darunter wild wachsender Spargel, Brachsenkräuter und Cornwall-Heide. Fünfzehn der seltensten in Großbritannien heimischen Pflanzen kommen hier vor.

## Seegebiet
Der erste Punkt Großbritanniens, der von den Schiffen der Spanischen Armada gesehen wurde, war Lizard Point am 29. Juli 1588. Kurz danach kam es zur berühmten Seeschlacht von Gravelines zwischen Engländern und Spaniern.
Das Seegebiet vor Lizard Point ist ebenso wie das vor Land’s End ein ausgedehnter Schiffsfriedhof. Schiffe aus dem Ärmelkanal mit Ziel Irische See umrunden beide Spitzen in geringer Entfernung. So sank zuletzt am 15. Januar 2004 der französische Fischkutter Bugaled Breizh vor Lizard Point, wobei fünf Seeleute ertranken; Ursache des Untergangs könnte eine Kollision mit einem U-Boot gewesen sein. 1900 strandete das deutsche Vollschiff Wandsbek und 1912 das englische Vollschiff Cromdale.  Das letzte große Segelschiff, das am Lizard unterging, war der deutsche Fünfmaster Adolf Vinnen am 9. Februar 1923.